# Międzywęźle
Międzywęźle – odcinek łodygi pomiędzy węzłami, tj. miejscami wyrastania dwóch kolejnych liści lub okółków liści.

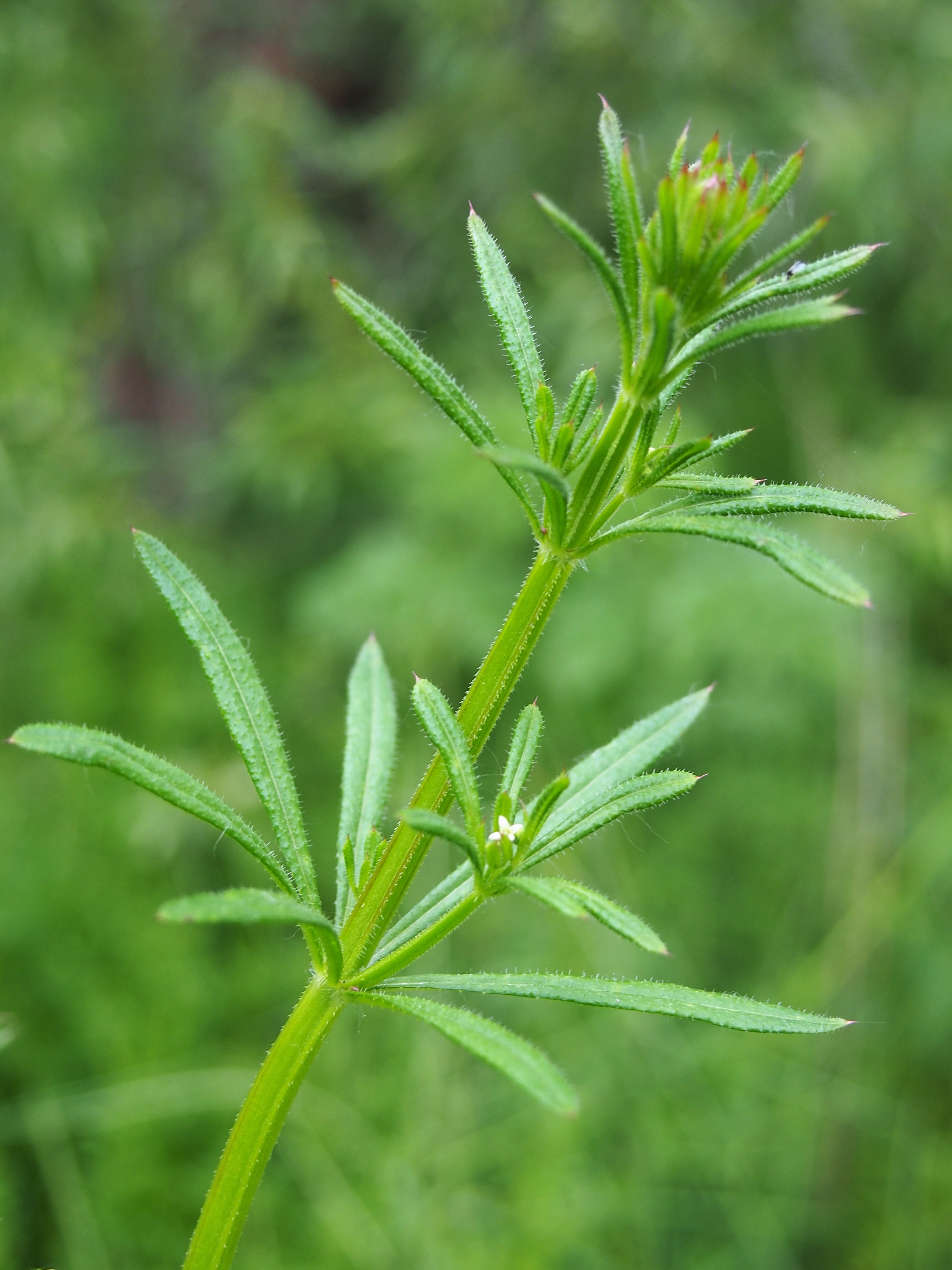
Międzywęźla przytulii czepnej
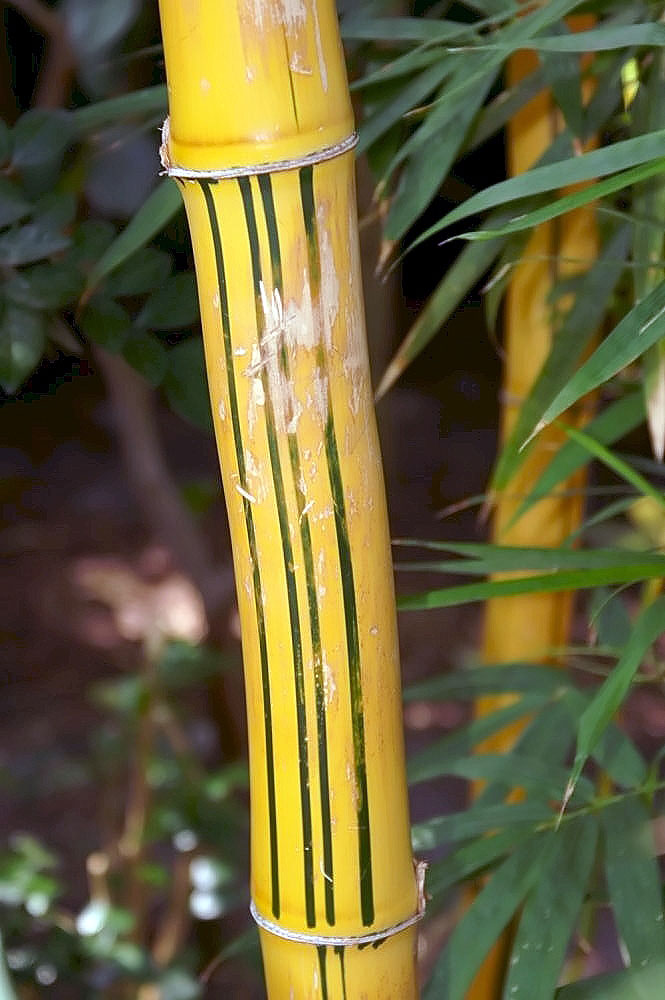
Międzywęźle bambusa zwyczajnego odm. 'Vittata'
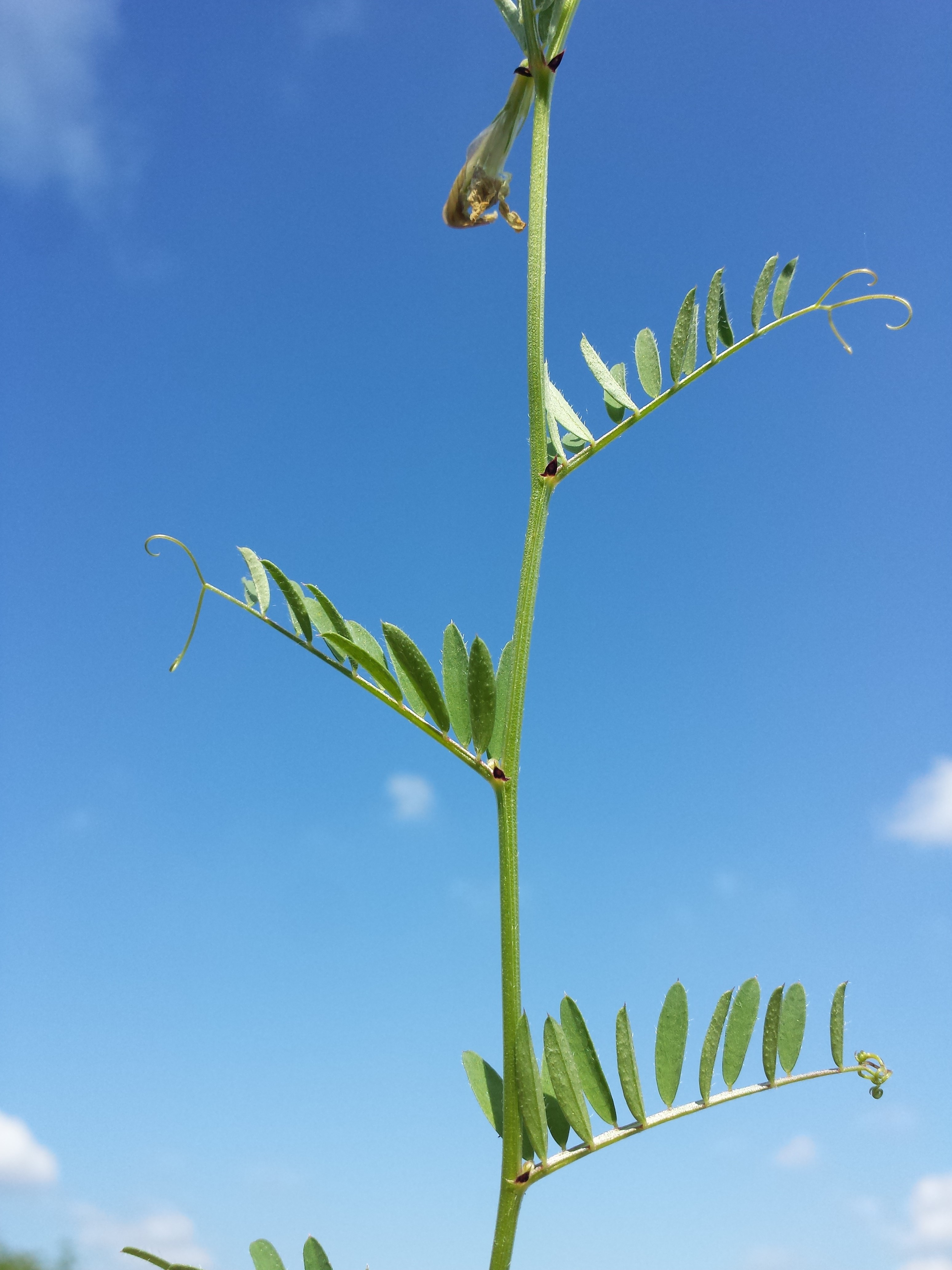
Międzywęźla Vicia lutea